# 弥富市立白鳥小学校
弥富市立白鳥小学校（やとみしりつしらとりしょうがっこう）は、愛知県弥富市前ヶ平2丁目にある公立小学校。

## 概要
- 旧・海部郡弥富町の小学校であり、校区（行政区単位表記）は楽平、又八、佐古木、前ケ平、東中地、西中地（国道155号弥富バイパス以東、荷之上中地）、鎌倉（国道155号弥富バイパス以東、西中地中島の一部）であり、公立中学校へ進学する場合、弥富市立弥富北中学校に進学する[1]。
- 校区は、1955年に弥富町に編入された、旧・市江村の楽平地区にほぼ該当する。
- 校名は、弥富町の特産の白文鳥にちなんでいる[2]。

## 沿革
- 1973年（昭和48年）4月1日 - 弥富町立弥生小学校から分離し、弥富町立白鳥小学校として開校。
- 1974年（昭和49年） - プールが完成する。
- 1977年（昭和52年） - 南校舎が完成する。
- 2006年（平成18年）4月1日 - 弥富町が十四山村を編入。市制施行し、弥富市となる。同時に弥富市立白鳥小学校に改称する。

## 交通アクセス
- 近鉄名古屋線佐古木駅下車、徒歩約15分。
- 弥富市コミュニティバス北部ルート、「白鳥保育所」バス停より徒歩約8分。

## 周辺施設
- 弥富市立白鳥保育所
- 弥富市立弥富北中学校
- ユニー弥富物流センター
- 近鉄名古屋線佐古木駅